# Sudan
Sudan (arabă السودان, pronunțat [as.suːˈdaːn] ), oficial Republica Sudan (arabă جمهورية السودان ), este o țară din nord-estul Africii. Se mărginește cu Republica Centrafricană la sud-vest, Ciad la vest, Egipt la nord, Eritreea la est, Etiopia la sud-est, Libia la nord-vest, Sudanul de Sud la sud și Marea Roșie la est. Avea o populație de 45,7 milioane de locuitori în 2022 și ocupă 1.886.068 de km2, fiind a treia țară din Africa ca suprafață și a treia ca suprafață din Liga Arabă. A fost cea mai mare țară după suprafață din Africa și din Liga Arabă până la proclamarea independenței Sudanului de Sud în 2011, de când ambele titluri sunt deținute de Algeria. Capitala sa este Khartoum, iar cel mai populat oraș este Omdurman (parte a zonei metropolitane Khartoum).
Din istoria Sudanului fac parte Regatul Kerma (c. 2500–1500 î.Hr.), Noul Regat Egiptean (c. 1500 î.Hr.–1070 î.Hr.) și Regatul Kuș (c. 785 î.Hr.–350 î.Hr.). După căderea Kușului, nubienii au format trei regate creștine: Nobatia, Makuria și Alodia. În secolele al XIV-lea și al XV-lea în cea mai mare parte a Sudanului s-au așezat treptat nomazi arabi. Din secolul al XVI-lea până în secolul al XIX-lea, Sudanul central și de est a fost dominat de sultanatul Funj, în timp ce Darfur a cârmuit la vest și otomanii la est. În 1811 mamelucii au fondat un stat la Dunqulah ca bază pentru comerțul cu sclavi. Sub stăpânirea turco-egipteană a Sudanului, din anii 1820, comerțul cu sclavi a prins rădăcini de-a lungul unei axe nord-sud, raidurile de sclavi având loc în părțile de sud ale țării și sclavii fiind transportați în Egipt și în Imperiul Otoman. În secolul al XIX-lea întregul Sudan a fost cucerit de egiptenii sub dinastia Muhammad Ali. Fervoarea religios-naționalistă a izbucnit în Revolta mahdistă, în care forțele mahdiste au fost în cele din urmă învinse de o forță militară comună egipto-britanică. În 1899, sub presiunea britanică, Egiptul a fost de acord să împartă suveranitatea asupra Sudanului cu Regatul Unit în formă de condominiu. De fapt, Sudanul era guvernat ca o colonie britanică. Revoluția egipteană din 1952 a răsturnat monarhia și a cerut retragerea forțelor britanice din Egipt și Sudan. Muhammad Naguib, unul dintre cei doi co-lideri ai revoluției, și primul președinte al Egiptului, care era jumătate sudanez și fusese crescut în Sudan, au făcut ca asigurarea independenței sudaneze să fie o prioritate a guvernului revoluționar. În anul următor, sub presiune egipteană și sudaneză, Regatul Unit a fost de acord cu cererea Egiptului ca ambele guverne să pună capăt suveranității lor comune asupra Sudanului și să acorde Sudanului independența. La 1 ianuarie 1956 Sudanul și-a obținut independența.
După ce Sudanul a devenit independent, a fost instituit un sistem parlamentar democratic, întrerupt de mai multe lovituri de stat conduse fie de radicali de stânga, fie de dreapta, de la regimul comunist din anii Nimeiry, până la radicalii islamiști din regimul lui Al-Bashir. Cu regimul lui Jaafar Nimeiry a început conducerea islamistă. Acest lucru a exacerbat ruptura dintre nordul islamic, unde se afla guvernul, și animiști și creștini din sud. Diferențele de limbă, religie și putere politică au rezultat într-un război civil între forțele guvernamentale, influențate de Frontul Național Islamic (NIF) și rebelii din sud, a căror facțiune cea mai influentă a fost Armata Populară de Eliberare a Sudanului (SPLA), care a condus în cele din urmă la independența Sudanului de Sud în 2011. Între 1989 și 2019 Sudanul a trecut printr-o dictatură militară de 30 de ani condusă de Omar al-Bashir, care a fost acuzat de încălcări ale drepturilor omului, inclusiv tortură, persecuție a minorităților, sponsorizare a terorismului global și genocid etnic din cauza acțiunilor sale în războiul din regiunea Darfur care a izbucnit în 2003. În total regimul a ucis între 300.000 și 400.000 de persoane. Protestele au izbucnit în 2018, cerând demisia lui Bashir, și au dus la lovitura de stat din 11 aprilie 2019 și arestarea lui Bashir.
Islamul a fost religia de stat a Sudanului, iar legile islamice au fost aplicate din 1983 până în 2020, când țara a devenit un stat laic. Sudanul este una dintre țările cel mai puțin dezvoltate și ocupa în 2022 locul 172 după Indicele Dezvoltării Umane. Economia sa se bazează în mare măsură pe agricultură din cauza sancțiunilor internaționale și a izolării, precum și a unei istorii de instabilitate internă și violență fracțională. Peste 35% din populația Sudanului trăiește în sărăcie. Sudanul este membru al Națiunilor Unite, al Ligii Arabe, al Uniunii Africane, al COMESA, al Mișcării de Nealiniere și al Organizației pentru Cooperare Islamică.

## Istorie
Denumirea de Sudan desemna inițial în secolul XIX ansamblul teritorilor locuite de populația neagră la sud de Sahara cuprinse între Oceanul Atlantic și Oceanul Indian. 

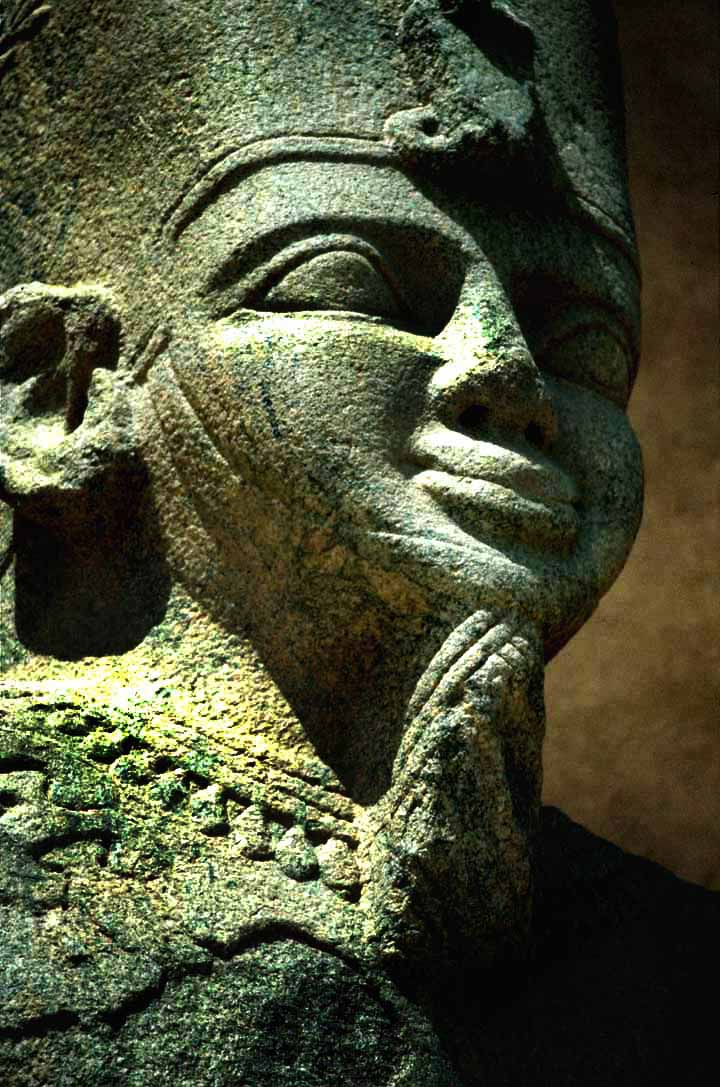
Statuia unui rege nubian

Cunoscut în antichitate sub numele de Țara Kuș sau Nubia, teritoriul Sudanului întreține din mileniul III î.Hr. intense relații comerciale cu Egiptul faraonic. În timpul Regatului Nou (sec. XVI - XII î.Hr.), Egiptul înglobează valea Nilului între prima și cea de-a patra cataractă a fluviului sub forma unui viceregat. Regatul Nubian cu reședința la Napata, constituit în secolul X î.Hr., stăpânește în timpul dinastiei a 25-a egiptene (numită și dinastia nubiană), între 745 și 650 î.Hr., și Egiptul. După izgonirea ultimului faraon nubian din Egipt (650 î.Hr.), descendenții dinastiei domnesc asupra Nubiei încă un mileniu - în Regatul de la Napata, apoi  în Regatul Meroë (secolul IV î.Hr. - secolul IV d.Hr.). Sub loviturile Regatului Axumit, statul Meroë se destramă între 320 și 350. Dintre noile formațiuni statale constituite acum se impun regatele Makuria (cu reședința la Dongola) în nord și Alwa (cu centrul la Loba) în sud, care adoptă creștinismul. 

După cucerirea Egiptului (641/642) arabii pătrund și în Sudanul septentrional, dar cele două regate creștine, deși izolate, reușesc să se mențină încă șapte secole până la definitiva cucerire islamică - Makuria în 1314 iar Alwa în 1504. 

În secolul XV se constituie puternicul sultanat de la Darfur cu reședința la Sennar, pe Nilul Albastru, care joacă  un rol important în comerțul dintre Egipt, Etiopia, Africa Centrală și Arabia. Sultanatul de la Sennar, care contribuie la răspândirea islamului, se destramă după 1750. 

Muhammed Ali Pașa, conducătorul Egiptului (1805 - 1848), începe în 1820 - 1822 cucerirea Sudanului, închiată în 1874. Este pentru prima dată în istorie când întreg teritoriu sudanez este reunit sub o unică autoritate. Transformat de facto într-o colonie a Egiptului, Sudanul ia acum contact cu lumea modernă, sunt construite primele căi ferate, este introdusă cultura bumbacului, se deschid primele școli. Izbucnită în 1881, răscoala antiegipteană condusă de predicatorul religios  Mohammad Ahmed, numit și al-Mahdi (1844 - 1885) reușește să dobândească, după cucerirea orașului Khartoum în 1885, controlul asupra întregii țări, pe care îl păstrează până în 1898.  Marea Britanie, care își instaurase în 1882 protectoratul asupra Egiptului, inițiază, sprijinită și de forțe egiptene, recucerirea Sudanului (1896 - 1898). După înfrângerea mișcării mahdiste în bătălia de la Omdurman (1898), Sudanul este proclamat condominion anglo-egiptean (1899 - 1955), fiind administrat de facto ca o colonie a Marii Britanii.

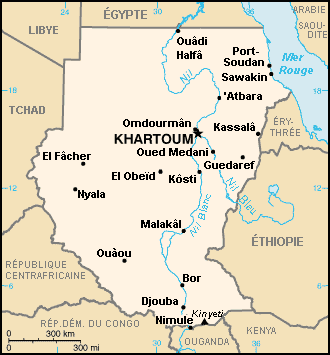
Harta Sudanului înainte de independența Sudanului de Sud

La Fashoda în Sudan, are loc în 1898 celebrul incident între forțele expediționare franceze și engleze, care aduce cele două puteri coloniale în pragul războiului. Administrația britanică izolează sudul (treimea meridională a Sudanului), populat de triburi africane (încurajând totodată aici răspândirea creștinismului), de nordul conservator, arab și islamic, adâncind astfel prăpastia dintre cele două părți ale țării. 

După ce un plebiscit respinge în 1955 unirea cu Egiptul vecin, Sudanul își proclamă la 1 ianuarie 1956 independența. 

Devine membru ONU din 12 noiembrie 1956. Opoziția dintre nordul hegemonist și sudul marginalizat (care revendică dreptul la independență) degenerează într-un sângeros război civil, din chiar clipa independenței. Războiul civil, care continuă și astăzi, creează premisele intervenției forțelor armate pe scena politică, încât guvernele civile (1956 - 1958, 1964-1969, 1986 - 1989, 1993 -) alternează cu cele militare (1958 - 1964, 1969 - 1986, 1989 - 1993).

#### Epoca Bashir (1989–2019)

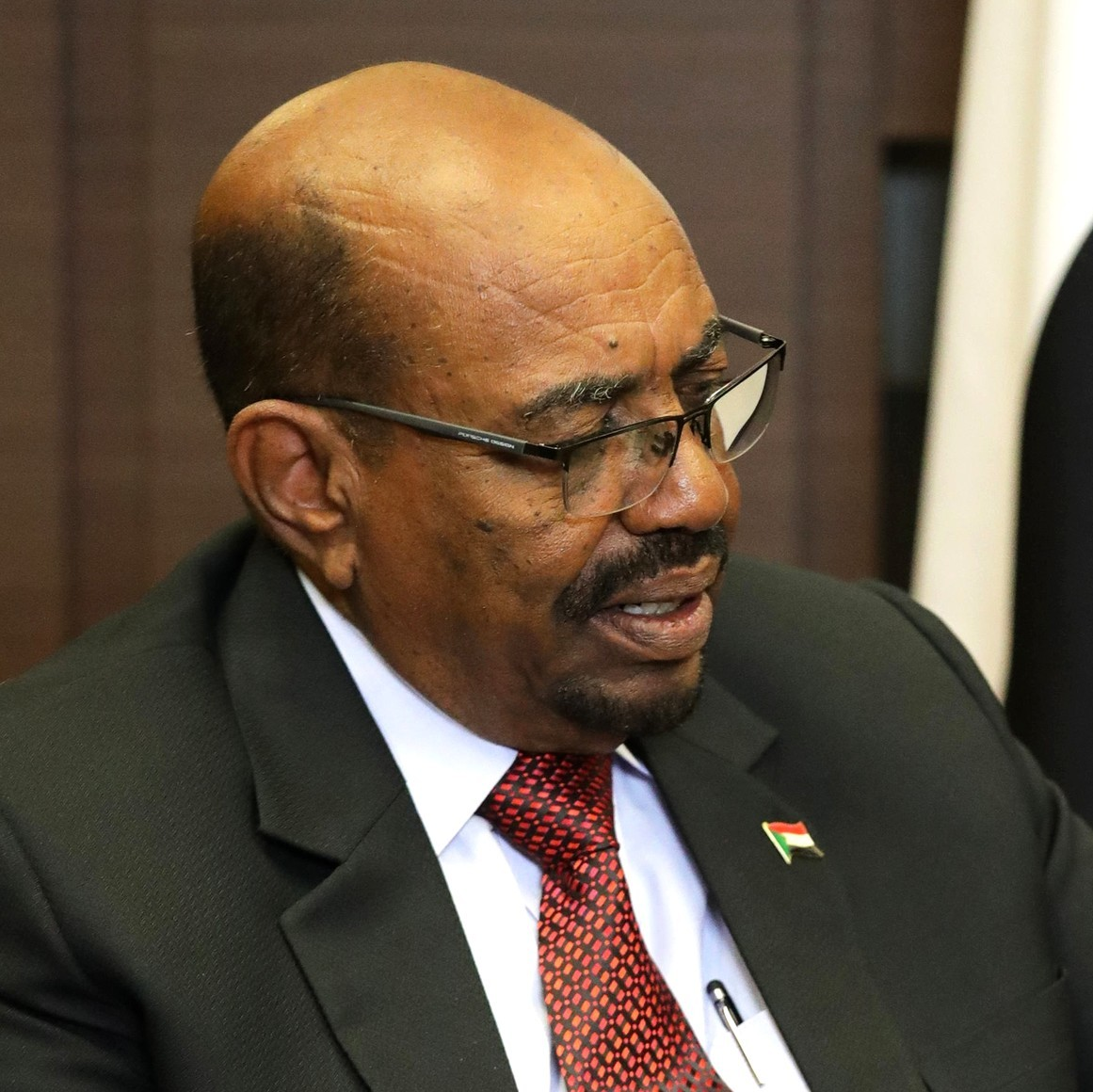
Omar al-Bashir în 2017

La 30 iunie 1989 colonelul Omar al-Bashir a organizat o lovitură militară fără vărsare de sânge. Noul guvern al militarilor a suspendat partidele politice și a introdus un cod de legi islamice. Mai târziu al-Bashir a efectuat epurări și execuții în eșaloanele superioare ale armatei, a interzis asociațiile, partidele politice și ziarele independente și a arestat personalități politice și jurnaliști de prim rang. La 16 octombrie 1993 al-Bashir s-a declarat „Președinte” și a desființat Consiliul Comandamentului Revoluționar. Puterile executive și legislative ale consiliului au fost preluate de al-Bashir.

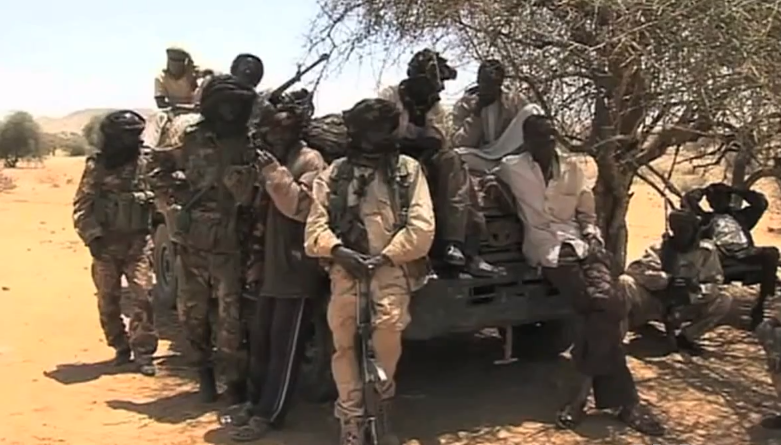
Miliția guvernamentală în Darfur

În februarie 2003 grupurile Mișcarea/Armata de Eliberare a Sudanului (SLM/A) și Mișcarea pentru Justiție și Egalitate (JEM) din Darfur au luat armele, acuzând guvernul sudanez că asuprește sudanezii non-arabi în favoarea arabilor sudanezi, izbucnind războiul din Darfur. De atunci, conflictul a fost descris ca un genocid, iar Curtea Penală Internațională (CPI) de la Haga a emis două mandate de arestare pe numele lui al-Bashir. Milițiile nomade vorbitoare de arabă cunoscute cu numele de Janjaweed sunt acuzate de multe atrocități.
La 9 ianuarie 2005 guvernul a semnat Acordul de pace de la Nairobi cu Mișcarea de Eliberare a Poporului Sudanez (SPLM), cu scopul de a pune capăt celui de-al doilea război civil sudanez. Misiunea Națiunilor Unite în Sudan (UNMIS) a fost înființată pe baza Rezoluției 1590 a Consiliului de Securitate al ONU pentru a sprijini implementarea acesteia. Acordul de pace a fost o condiție prealabilă pentru referendumul din 2011: rezultatul a fost un vot unanim în favoarea independenței Sudanului de Sud; regiunea Abyei va organiza propriul referendum la o dată viitoare.

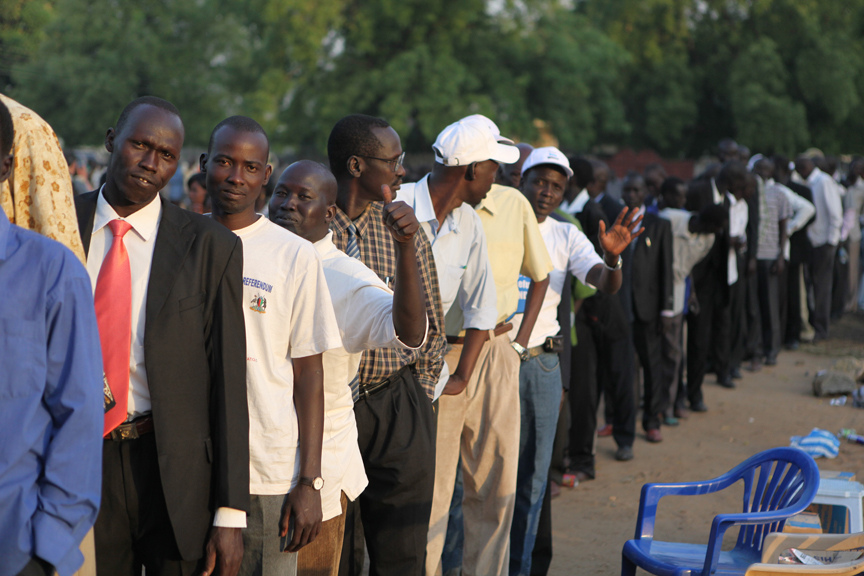
Sud-sudanezii așteaptă să voteze în timpul referendumului de independență a Sudanului de Sud din 2011.

#### Revoluția sudaneză din 2019 și guvernul de tranziție

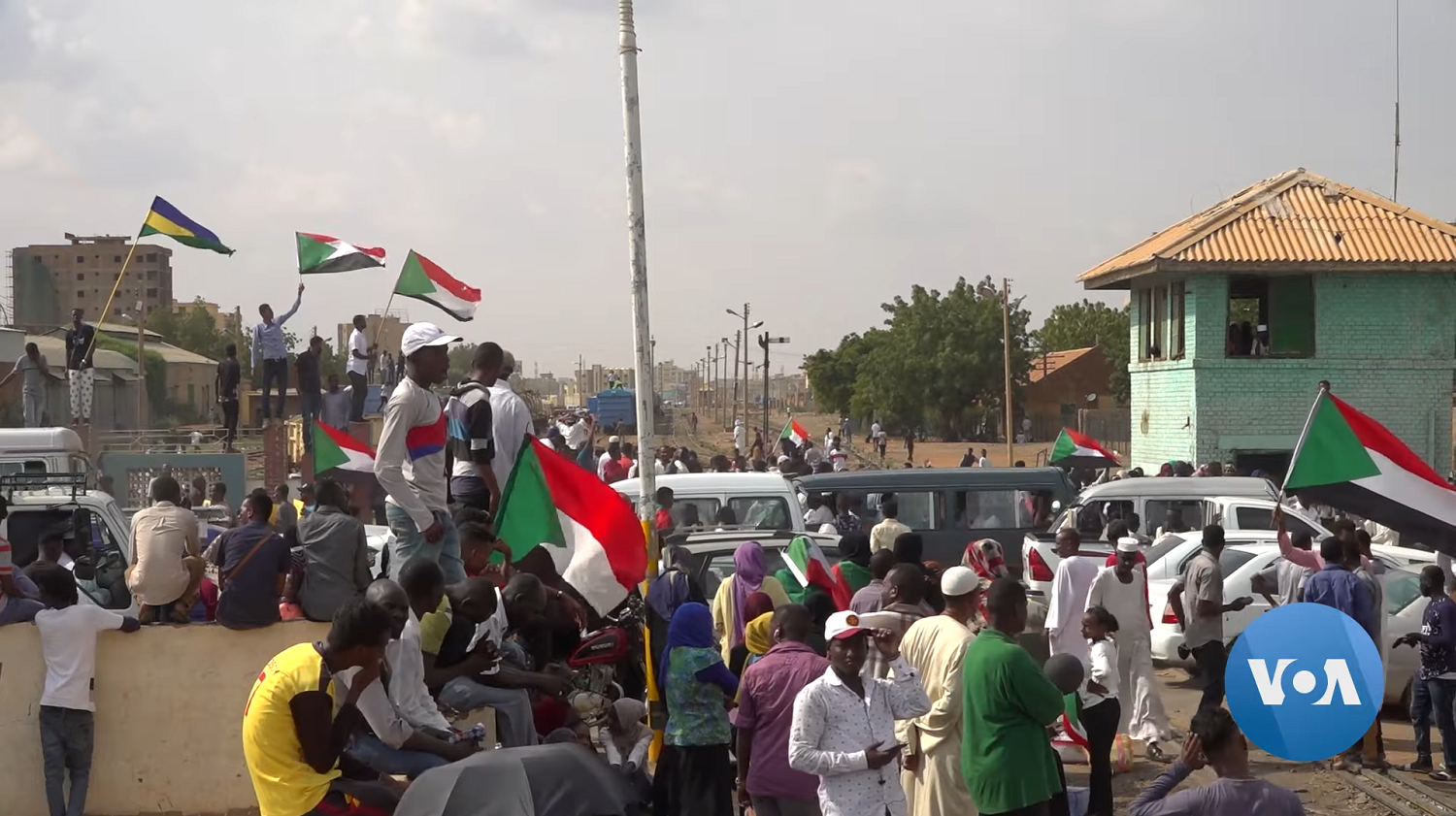
Protestatarii sudanezi sărbătoresc semnarea, la 17 august 2019, a Proiectului de declarație constituțională între reprezentanții militari și civili.

La 19 decembrie 2018 au început proteste masive după decizia guvernului de a tripla prețul mărfurilor într-un moment în care țara suferea o criză acută de valută și o inflație de 70 la sută. În plus, președintele al-Bashir, care a fost la putere de mai bine de 30 de ani, a refuzat să demisioneze, ceea ce a dus la convergența grupurilor de opoziție pentru a forma o coaliție unită. Guvernul a ripostat prin arestarea a peste 800 de persoane din opoziție și protestatari, ducând la moartea a aproximativ 40 de persoane, conform Human Rights Watch, deși numărul a fost mult mai mare decât cel potrivit rapoartelor locale și civile. Protestele au continuat după răsturnarea guvernului său la 11 aprilie 2019, după un sit-in masiv în fața sediului principal al forțelor armate sudaneze, după care șefii de stat major au decis să intervină și au ordonat arestarea președintelui al-Bashir și au declarat stare de urgență de trei luni. Peste 100 de persoane au murit pe 3 iunie, după ce forțele de securitate au dispersat sit-in-ul folosind gaze lacrimogene și muniție reală în ceea ce a fost numit masacrul de la Khartoum, care a dus la suspendarea Sudanului din Uniunea Africană. S-a raportat că tineretul din Sudan era în fruntea protestelor. Protestele s-au încheiat când Forțele pentru Libertate și Schimbare (o alianță a grupurilor care au organizat protestele) și Consiliul Militar de Tranziție (guvernul militar) au semnat Acordul Politic din iulie 2019 și Proiectul de Declarație Constituțională din august 2019.  
În august 2021 țara era condusă în comun de președintele Consiliului suveran de tranziție, Abdel Fattah al-Burhan, și de prim-ministrul Abdallah Hamdok.

#### Lovitura de stat din 2021 și regimul al-Burhan
O lovitură de stat militară pe 25 octombrie 2021 a dus la capturarea guvernului civil, inclusiv a fostului prim-ministru Abdalla Hamdok. Lovitura de stat a fost condusă de generalul Abdel Fattah al-Burhan, care ulterior a declarat stare de urgență.
Până în martie 2022, peste 1.000 de persoane, inclusiv 148 de copii, au fost reținute pentru că s-au opus loviturii de stat, au existat 25 de acuzații de viol și 87 de persoane au fost ucise, inclusiv 11 copii.

#### Conflictul intern din 2023
În aprilie 2023 – în timp ce se discuta un plan de tranziție către o guvernare civilă intermediat la nivel internațional – a luat avânt lupta pentru putere între comandantul armatei (și liderul național de facto) Abdel Fattah al-Burhan și adjunctul său, Mohamed Hamdan Daglo, șeful forțelor paramilitare Forțele de Sprijin Rapid ("RSF"), formată din miliția Janjaweed.
La 15 aprilie 2023 conflictul lor a izbucnit în lupte deschise pe străzile din Khartoum între armată și RSF - cu trupe, tancuri și avioane. În primele trei zile, potrivit Națiunilor Unite, 400 de persoane au fost ucise și cel puțin 3.500 au fost rănite. Printre morți s-au numărat trei lucrători din cadrul Programului Alimentar Mondial, care a declanșat o suspendare a activității organizației în Sudan, în ciuda foametei continue care afectează o mare parte din țară. Secretarul general al ONU, António Guterres, a cerut „dreptate” imediată pentru crime și a încetarea conflictului.

## Geografie

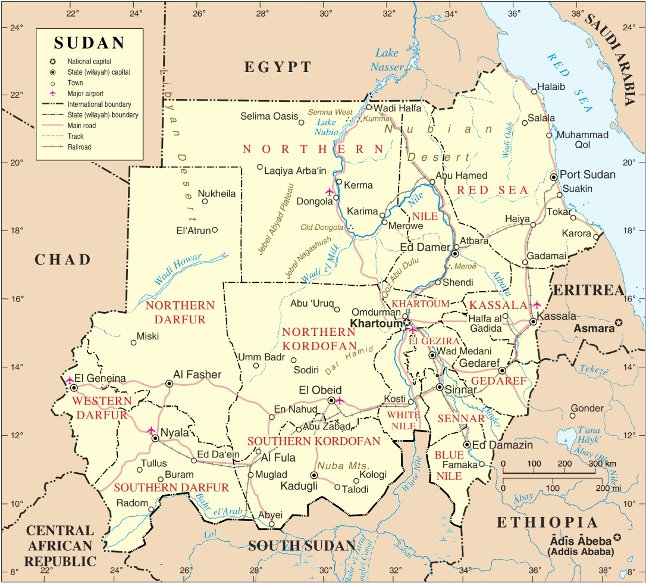
Harta Sudanului. Triunghiul Hala'ib se află din 2000 sub administrație egipteană contestată.

O hartă a climei în Sudan după clasificarea Köppen

Oranj - statele centrale și de nord; verde - Darfur; violet - Frontul de Est; mov - Zona Abyei; galben - statele Kurdufanul de Sud și Nilul Albastru

Sudanul este situat în Africa de Nord, cu un 853 km de coastă la Marea Roșie. Are granițe terestre cu Egipt, Eritreea, Etiopia, Sudanul de Sud, Republica Centrafricană, Ciad și Libia. Cu o suprafață de 1.886..068 km2, este a treia țară ca mărime de pe continent (după Algeria și Republica Democrată Congo) și a cincisprezecea ca mărime din lume.
Sudanul se află între latitudinile 8° și 23°N. Terenul este în general de câmpie plată, întreruptă de mai multe lanțuri muntoase. În vest, Caldera Deriba (3.042 m), situată în Munții Marrah, este cel mai înalt punct din Sudan. În est se găsesc Colinele de la Marea Roșie.
Fluviile Nilul Albastru și Nilul Alb se întâlnesc la Khartoum pentru a forma Nilul, care curge spre nord, prin Egipt, până la Marea Mediterană. Lungimea Nilului Albastru în Sudan este de aproape 800 km. Între Sennar și Khartoum în el se varsă râurile Dinder și Rahad. Nilul Alb nu are în Sudan afluenți semnificativi.
Există mai multe baraje pe Nilul Albastru și pe Nilul Alb. Printre acestea se numără Barajele Sennar și Roseires de pe Nilul Albastru și Barajul Jebel Aulia de pe Nilul Alb. Există și Lacul Nubia la granița sudanezo-egipteană.
Sudanul dispune de resurse minerale importante, inclusiv azbest, cromit, cobalt, cupru, aur, granit, gips, fier, caolin, plumb, mangan, mica, gaz natural, nichel, petrol, argint, staniu, uraniu și zinc.

### Clima
Cantitatea de precipitații crește spre sud. Partea centrală și nordică sunt zone extrem de uscate, deșertice, cum ar fi Deșertul Nubiei la nord-est și Deșertul Bayuda la est; în sud sunt stepe și savane tropicale. Sezonul ploios din Sudan durează aproximativ patru luni (iunie până în septembrie) în nord și până la șase luni (mai până în octombrie) în sud.
Regiunile uscate sunt afectate de furtuni de nisip, cunoscute cu numele de haboob, care pot bloca complet soarele. În zonele semi-deșertice din nord și vest, oamenii se bazează pe precipitațiile rare pentru agricultura de subzistență și mulți sunt nomazi, crescători de oi și cămile. Mai aproape de Nil sunt câmpuri irigate unde se cresc culturi de export. Durata de insolație este foarte mare în toată țara, dar mai ales în deșerturi unde poate depăși 4.000 de ore pe an.

### Diviziuni administrative
Sudanul este împărțit în 18 state (wilayat, sing. wilayah). Ele sunt împărțite, la rândul lor, în 133 de districte.

## Economie

O reprezentare proporțională a exporturilor Sudanului, 2019

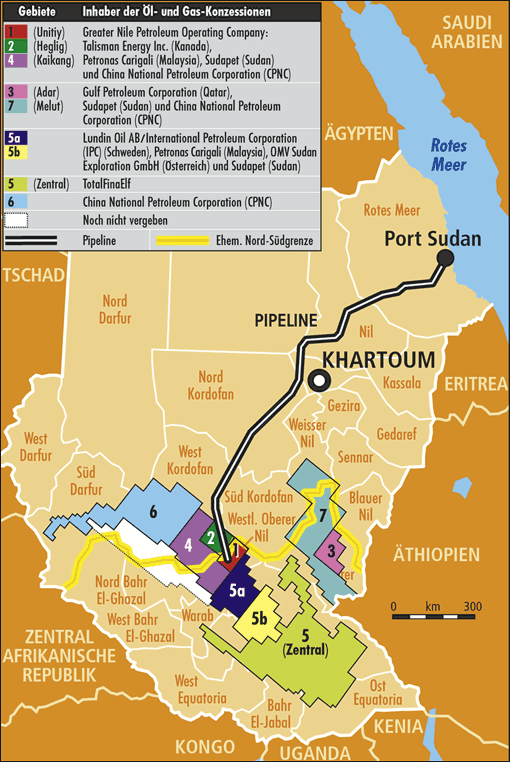
Concesiuni de petrol și gaze în Sudan – 2004

Evoluția PIB-ului pe cap de locuitor în Sudan

În 2010 Sudanul era considerat a 17-a economie cu cea mai rapidă creștere din lume, iar dezvoltarea rapidă a țării bazată în mare parte din profiturile petroliere în ciuda sancțiunilor internaționale a fost remarcată de The New York Times într-un articol din 2006. Din cauza secesiunii Sudanului de Sud, care deținea aproximativ 75 la sută din zăcămintele de petrol ale Sudanului, Sudanul a intrat într-o fază de stagflație, creșterea PIB-ului a încetinit la 3,4 la sută în 2014, la 3,1 la sută în 2015 și s-a estimat să se recupereze lent la 3,7 la sută în 2016, în timp ce inflația în 2015 era 21,8%. PIB-ul Sudanului a scăzut de la 123,053 miliarde de dolari în 2017 la 40,852 miliarde de dolari în 2018.
Pentru a exporta petrol, Sudanul de Sud se bazează pe o conductă către Port Sudan, pe coasta sudaneză a Mării Roșii, deoarece Sudanul de Sud este o țară fără ieșire la mare, precum și pe rafinăriile din Sudan. În august 2012 Sudanul și Sudanul de Sud au convenit asupra unui acord pentru transportul petrolului din Sudanul de Sud prin conducte sudaneze către Port Sudan.
Republica Populară Chineză este unul dintre principalii parteneri comerciali ai Sudanului. China deține o cotă de 40% în Greater Nile Petroleum Operating Company. Țara vinde Sudanului și arme de calibru mic, care au fost folosite în conflictele din Darfur și Kordofanul de Sud.

## Demografie

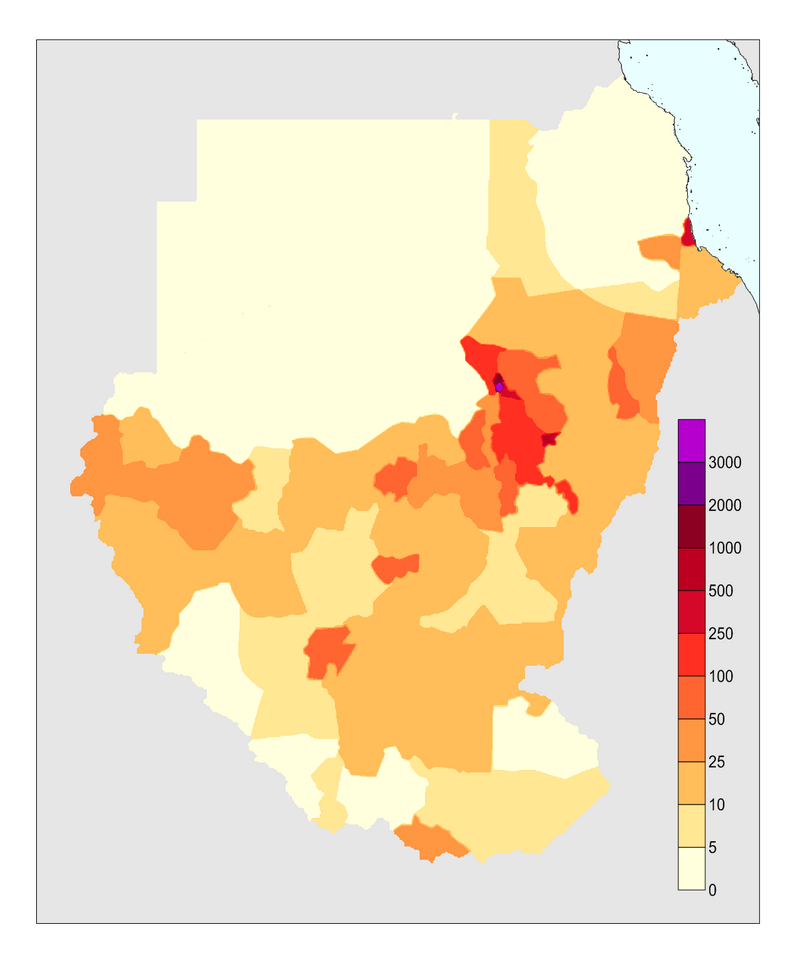
Densitatea estimată a populației în Sudan în 2010

La recensământul din 2008, populația din nordul, vestul și estul Sudanului era de peste 30 de milioane. Acest lucru face ca populația curentă a Sudanului după secesiunea Sudanului de Sud să fie estimată la puțin peste 30 de milioane de locuitori. A avut loc o creștere semnificativă în ultimele două decenii, deoarece recensământul din 1983 a stabilit că populația totală a Sudanului, inclusiv Sudanul de Sud actual, era de 21,6 milioane. Populația Khartoumului Mare (inclusiv Khartoum, Omdurman și Khartoum Nord) crește rapid și ajunge la 5,2 milioane.
Populația arabă este estimată la 70% din totalul național. Ei sunt aproape în totalitate musulmani și vorbesc predominant arabă sudaneză. Alte etnii sunt beja, fur, nubienii, armenii și copții.
Înainte de 2005 araba era singura limbă oficială a națiunii. În constituția din 2005 limbile oficiale ale Sudanului au devenit araba și engleza. Rata de alfabetizare este de 70,2% din populația totală, bărbați: 79,6%, femei: 60,8%.
După proclamarea în 2011 a independenței Sudanului de Sud peste 97% din locuitorii rămași ai Sudanului sunt musulmani. Majoritatea lor fac parte din două grupuri: musulmani sufi și salafi. Două diviziuni populare ale sufismului, Ansar și Khatmia, sunt asociate cu partidele de opoziție Umma și, respectiv, Unionist Democrat. Doar în regiunea Darfur au lipsit în mod tradițional frățiile sufi obișnuite în restul țării.

## Alte subiecte
- Listă de șefi de stat și de guvern care au murit în accidente aviatice
- Manute Bol (jucător de baschet și activist)
- Asociația Sudaneză de Fotbal
- Echipa națională de fotbal a Sudanului
- Joseph Serrousi (om de afaceri stabilit în România)